# Eleições autárquicas portuguesas de 2005 no distrito de Lisboa
| Eleições autárquicas portuguesas de 2005 Distritos: Aveiro \| Beja \| Braga \| Bragança \| Castelo Branco \| Coimbra \| Évora \| Faro \| Guarda \| Leiria \| Lisboa \| Portalegre \| Porto \| Santarém \| Setúbal \| Viana do Castelo \| Vila Real \| Viseu \| Açores \| Madeira |

## Resultados por Concelho
Os resultados nos Concelhos do Distrito de Lisboa foram os seguintes:

### Alenquer
| Partido                 | Partido                        | Votos  | %               | +/-  | Vereadores | +/-     |
| ----------------------- | ------------------------------ | ------ | --------------- | ---- | ---------- | ------- |
|                         | Partido Socialista             | 8 007  | 42,62 / 100,00  | 6,06 | 3 / 7      | 1       |
|                         | PSD-CDS-PPM-MPT                | 6 059  | 32,25 / 100,00  | -    | 3 / 7      | -       |
|                         | Coligação Democrática Unitária | 3 780  | 20,12 / 100,00  | 1,05 | 1 / 7      | Estável |
| Votos Inválidos         | Votos Inválidos                | 942    | 5,02 / 100,00   | 1,07 |            |         |
| Total                   | Total                          | 18 788 | 100,00 / 100,00 |      | 7 / 7      |         |
| Eleitorado/Participação | Eleitorado/Participação        | 31 596 | 59,46 / 100,00  | 1,42 |            |         |

### Amadora
| Partido                 | Partido                        | Votos   | %               | +/-  | Vereadores | +/-     |
| ----------------------- | ------------------------------ | ------- | --------------- | ---- | ---------- | ------- |
|                         | Partido Socialista             | 29 649  | 42,72 / 100,00  | 2,79 | 6 / 11     | Estável |
|                         | PSD-CDS-PPM                    | 15 643  | 22,54 / 100,00  | 2,13 | 3 / 11     | Estável |
|                         | Coligação Democrática Unitária | 13 300  | 19,16 / 100,00  | 2,17 | 2 / 11     | Estável |
|                         | Bloco de Esquerda              | 4 799   | 6,91 / 100,00   | 5,03 | 0 / 11     | Estável |
|                         | PCTP/MRPP                      | 1 316   | 1,90 / 100,00   | 0,25 | 0 / 11     | Estável |
|                         | Partido Humanista              | 396     | 0,57 / 100,00   | -    | 0 / 11     | -       |
| Votos Inválidos         | Votos Inválidos                | 4 301   | 6,20 / 100,00   | 2,12 |            |         |
| Total                   | Total                          | 69 404  | 100,00 / 100,00 |      | 11 / 11    |         |
| Eleitorado/Participação | Eleitorado/Participação        | 144 138 | 48,15 / 100,00  | 0,44 |            |         |

### Arruda dos Vinhos
| Partido                 | Partido                        | Votos | %               | +/-  | Vereadores | +/-     |
| ----------------------- | ------------------------------ | ----- | --------------- | ---- | ---------- | ------- |
|                         | Partido Social Democrata       | 2 984 | 54,86 / 100,00  | 5,71 | 3 / 5      | Estável |
|                         | Partido Socialista             | 1 396 | 25,67 / 100,00  | 9,96 | 1 / 5      | 1       |
|                         | Coligação Democrática Unitária | 778   | 14,30 / 100,00  | 1,94 | 1 / 5      | 1       |
|                         | Partido Popular                | 75    | 1,38 / 100,00   | -    | 0 / 5      | -       |
| Votos Inválidos         | Votos Inválidos                | 206   | 3,79 / 100,00   | 0,94 |            |         |
| Total                   | Total                          | 5 439 | 100,00 / 100,00 |      | 5 / 5      |         |
| Eleitorado/Participação | Eleitorado/Participação        | 8 709 | 62,45 / 100,00  | 2,11 |            |         |

### Azambuja
| Partido                 | Partido                        | Votos  | %               | +/-  | Vereadores | +/-     |
| ----------------------- | ------------------------------ | ------ | --------------- | ---- | ---------- | ------- |
|                         | Partido Socialista             | 5 541  | 52,72 / 100,00  | 8,63 | 4 / 7      | Estável |
|                         | Partido Social Democrata       | 2 284  | 21,73 / 100,00  | 1,72 | 2 / 7      | 1       |
|                         | Coligação Democrática Unitária | 1 944  | 18,50 / 100,00  | 9,46 | 1 / 7      | 1       |
|                         | Partido Popular                | 200    | 1,90 / 100,00   | 0,15 | 0 / 7      | Estável |
| Votos Inválidos         | Votos Inválidos                | 541    | 5,15 / 100,00   | 0,98 |            |         |
| Total                   | Total                          | 10 510 | 100,00 / 100,00 |      | 7 / 7      |         |
| Eleitorado/Participação | Eleitorado/Participação        | 16 775 | 62,65 / 100,00  | 0,08 |            |         |

### Cadaval
| Partido                 | Partido                        | Votos  | %               | +/-  | Vereadores | +/-     |
| ----------------------- | ------------------------------ | ------ | --------------- | ---- | ---------- | ------- |
|                         | Partido Social Democrata       | 3 588  | 45,32 / 100,00  | 0,22 | 4 / 7      | Estável |
|                         | Partido Socialista             | 3 332  | 42,09 / 100,00  | 2,05 | 3 / 7      | Estável |
|                         | Coligação Democrática Unitária | 509    | 6,43 / 100,00   | 2,60 | 0 / 7      | Estável |
|                         | Partido Popular                | 179    | 2,26 / 100,00   | 0,81 | 0 / 7      | Estável |
| Votos Inválidos         | Votos Inválidos                | 309    | 3,91 / 100,00   | 0,48 |            |         |
| Total                   | Total                          | 7 917  | 100,00 / 100,00 |      | 7 / 7      |         |
| Eleitorado/Participação | Eleitorado/Participação        | 12 212 | 64,83 / 100,00  | 3,19 |            |         |

### Cascais
| Partido                 | Partido                        | Votos   | %               | +/-  | Vereadores | +/-     |
| ----------------------- | ------------------------------ | ------- | --------------- | ---- | ---------- | ------- |
|                         | PSD-CDS                        | 33 827  | 49,48 / 100,00  | 2,72 | 7 / 11     | Estável |
|                         | Partido Socialista             | 18 548  | 27,13 / 100,00  | 2,17 | 3 / 11     | Estável |
|                         | Coligação Democrática Unitária | 6 326   | 9,25 / 100,00   | 0,06 | 1 / 11     | Estável |
|                         | Bloco de Esquerda              | 4 172   | 6,10 / 100,00   | 4,00 | 0 / 11     | Estável |
|                         | PCTP/MRPP                      | 645     | 0,94 / 100,00   | 0,07 | 0 / 11     | Estável |
|                         | Partido Nacional Renovador     | 382     | 0,56 / 100,00   | -    | 0 / 11     | -       |
|                         | Partido Popular Monárquico     | 287     | 0,42 / 100,00   | -    | 0 / 11     | -       |
| Votos Inválidos         | Votos Inválidos                | 4 175   | 6,11 / 100,00   | 0,78 |            |         |
| Total                   | Total                          | 68 362  | 100,00 / 100,00 |      | 11 / 11    |         |
| Eleitorado/Participação | Eleitorado/Participação        | 147 648 | 46,30 / 100,00  | 1,08 |            |         |

### Lisboa
| Partido                 | Partido                        | Votos   | %               | +/-  | Vereadores | +/-     |
| ----------------------- | ------------------------------ | ------- | --------------- | ---- | ---------- | ------- |
|                         | Partido Social Democrata       | 119 837 | 42,43 / 100,00  | -    | 8 / 17     | -       |
|                         | Partido Socialista             | 75 022  | 26,56 / 100,00  | -    | 5 / 17     | -       |
|                         | Coligação Democrática Unitária | 32 254  | 11,42 / 100,00  | -    | 2 / 17     | -       |
|                         | Bloco de Esquerda              | 22 342  | 7,91 / 100,00   | 4,11 | 1 / 17     | 1       |
|                         | Partido Popular                | 16 723  | 5,92 / 100,00   | 1,63 | 1 / 17     | Estável |
|                         | PCTP/MRPP                      | 2 689   | 0,95 / 100,00   | 0,18 | 0 / 17     | Estável |
|                         | Partido Nacional Renovador     | 798     | 0,28 / 100,00   | 0,07 | 0 / 17     | Estável |
|                         | Partido Humanista              | 507     | 0,18 / 100,00   | 0,25 | 0 / 17     | Estável |
| Votos Inválidos         | Votos Inválidos                | 12 271  | 4,35 / 100,00   | 1,23 |            |         |
| Total                   | Total                          | 282 443 | 100,00 / 100,00 |      | 17 / 17    |         |
| Eleitorado/Participação | Eleitorado/Participação        | 536 450 | 52,65 / 100,00  | 2,36 |            |         |

#### Lisboa– Eleições intercalares de15 de Julhode2007
| Partido                 | Partido                        | Votos   | %               | +/-   | Vereadores | +/-     |
| ----------------------- | ------------------------------ | ------- | --------------- | ----- | ---------- | ------- |
|                         | Partido Socialista             | 57 907  | 29,54 / 100,00  | 2,98  | 6 / 17     | 1       |
|                         | Lisboa com Carmona             | 32 734  | 16,70 / 100,00  | Novo  | 3 / 17     | Novo    |
|                         | Partido Social Democrata       | 30 855  | 15,74 / 100,00  | 26,69 | 3 / 17     | 5       |
|                         | Cidadãos por Lisboa            | 20 006  | 10,21 / 100,00  | Novo  | 2 / 17     | Novo    |
|                         | Coligação Democrática Unitária | 18 681  | 9,53 / 100,00   | 1,89  | 2 / 17     | Estável |
|                         | Bloco de Esquerda              | 13 348  | 6,81 / 100,00   | 1,10  | 1 / 17     | Estável |
|                         | Partido Popular                | 7 258   | 3,70 / 100,00   | 2,22  | 0 / 17     | 1       |
|                         | PCTP/MRPP                      | 3 122   | 1,59 / 100,00   | 0,64  | 0 / 17     | Estável |
|                         | Partido Nacional Renovador     | 1 501   | 0,77 / 100,00   | 0,49  | 0 / 17     | Estável |
|                         | Partido da Nova Democracia     | 1 187   | 0,61 / 100,00   | Novo  | 0 / 17     | Novo    |
|                         | Partido da Terra               | 1 052   | 0,54 / 100,00   | -     | 0 / 17     | -       |
|                         | Partido Popular Monárquico     | 745     | 0,38 / 100,00   | -     | 0 / 17     | -       |
| Votos Inválidos         | Votos Inválidos                | 7 645   | 1,46 / 100,00   | 2,89  |            |         |
| Total                   | Total                          | 196 041 | 100,00 / 100,00 |       | 17 / 17    |         |
| Eleitorado/Participação | Eleitorado/Participação        | 524 248 | 37,39 / 100,00  | 15,26 |            |         |

### Loures
| Partido                 | Partido                        | Votos   | %               | +/-  | Vereadores | +/-     |
| ----------------------- | ------------------------------ | ------- | --------------- | ---- | ---------- | ------- |
|                         | Partido Socialista             | 34 922  | 39,30 / 100,00  | 2,28 | 5 / 11     | Estável |
|                         | Coligação Democrática Unitária | 26 230  | 29,52 / 100,00  | 1,75 | 4 / 11     | Estável |
|                         | Partido Social Democrata       | 14 605  | 16,44 / 100,00  | 2,87 | 2 / 11     | Estável |
|                         | Bloco de Esquerda              | 4 419   | 4,97 / 100,00   | 3,42 | 0 / 11     | Estável |
|                         | PCTP/MRPP                      | 1 618   | 1,82 / 100,00   | 0,41 | 0 / 11     | Estável |
|                         | Partido Popular                | 1 448   | 1,63 / 100,00   | 2,09 | 0 / 11     | Estável |
|                         | Partido Nacional Renovador     | 344     | 0,39 / 100,00   | -    | 0 / 11     | -       |
| Votos Inválidos         | Votos Inválidos                | 5 265   | 5,92 / 100,00   | 1,05 |            |         |
| Total                   | Total                          | 88 851  | 100,00 / 100,00 |      | 11 / 11    |         |
| Eleitorado/Participação | Eleitorado/Participação        | 159 802 | 55,60 / 100,00  | 1,08 |            |         |

### Lourinhã
| Partido                 | Partido                        | Votos  | %               | +/-  | Vereadores | +/-     |
| ----------------------- | ------------------------------ | ------ | --------------- | ---- | ---------- | ------- |
|                         | Partido Socialista             | 7 154  | 54,31 / 100,00  | 2,85 | 4 / 7      | Estável |
|                         | PSD-CDS                        | 5 171  | 39,25 / 100,00  | -    | 3 / 7      | -       |
|                         | Coligação Democrática Unitária | 324    | 2,46 / 100,00   | 0,43 | 0 / 7      | Estável |
| Votos Inválidos         | Votos Inválidos                | 524    | 3,98 / 100,00   | 0,52 |            |         |
| Total                   | Total                          | 13 173 | 100,00 / 100,00 |      | 7 / 7      |         |
| Eleitorado/Participação | Eleitorado/Participação        | 20 272 | 64,98 / 100,00  | 1,36 |            |         |

### Mafra
| Partido                 | Partido                        | Votos  | %               | +/-  | Vereadores | +/-     |
| ----------------------- | ------------------------------ | ------ | --------------- | ---- | ---------- | ------- |
|                         | Partido Social Democrata       | 14 536 | 56,47 / 100,00  | 4,50 | 5 / 7      | 1       |
|                         | Partido Socialista             | 7 144  | 27,75 / 100,00  | 9,12 | 2 / 7      | 1       |
|                         | Coligação Democrática Unitária | 1 754  | 6,81 / 100,00   | 2,67 | 0 / 7      | Estável |
|                         | Partido Popular                | 608    | 2,36 / 100,00   | 0,15 | 0 / 7      | Estável |
|                         | Partido Popular Monárquico     | 129    | 0,50 / 100,00   | -    | 0 / 7      | -       |
|                         | Partido Nacional Renovador     | 107    | 0,42 / 100,00   | 0,49 | 0 / 7      | Estável |
| Votos Inválidos         | Votos Inválidos                | 1 465  | 5,69 / 100,00   | 1,78 |            |         |
| Total                   | Total                          | 25 743 | 100,00 / 100,00 |      | 7 / 7      |         |
| Eleitorado/Participação | Eleitorado/Participação        | 43 352 | 59,38 / 100,00  | 1,76 |            |         |

### Odivelas
| Partido                 | Partido                        | Votos   | %               | +/-   | Vereadores | +/-     |
| ----------------------- | ------------------------------ | ------- | --------------- | ----- | ---------- | ------- |
|                         | Partido Socialista             | 18 345  | 30,90 / 100,00  | 10,13 | 4 / 11     | 1       |
|                         | Coligação Democrática Unitária | 16 360  | 27,56 / 100,00  | 7,55  | 4 / 11     | 2       |
|                         | Partido Social Democrata       | 15 926  | 26,83 / 100,00  | 1,47  | 3 / 11     | 1       |
|                         | Bloco de Esquerda              | 3 542   | 5,97 / 100,00   | 4,54  | 0 / 11     | Estável |
|                         | Partido Popular                | 1 203   | 2,03 / 100,00   | 1,62  | 0 / 11     | Estável |
|                         | Partido Humanista              | 245     | 0,41 / 100,00   | -     | 0 / 11     | -       |
| Votos Inválidos         | Votos Inválidos                | 3 744   | 6,31 / 100,00   | 2,23  |            |         |
| Total                   | Total                          | 59 365  | 100,00 / 100,00 |       | 11 / 11    |         |
| Eleitorado/Participação | Eleitorado/Participação        | 111 036 | 53,46 / 100,00  | 0,11  |            |         |

### Oeiras
| Partido                 | Partido                        | Votos   | %               | +/-   | Vereadores | +/-     |
| ----------------------- | ------------------------------ | ------- | --------------- | ----- | ---------- | ------- |
|                         | Isaltino, Oeiras Mais à Frente | 26 404  | 34,05 / 100,00  | Novo  | 4 / 11     | Novo    |
|                         | Partido Social Democrata       | 23 662  | 30,52 / 100,00  | 24,48 | 4 / 11     | 3       |
|                         | Partido Socialista             | 12 085  | 15,59 / 100,00  | 8,14  | 2 / 11     | 1       |
|                         | Coligação Democrática Unitária | 6 115   | 7,89 / 100,00   | 2,16  | 1 / 11     | Estável |
|                         | Bloco de Esquerda              | 3 742   | 4,83 / 100,00   | 1,94  | 0 / 11     | Estável |
|                         | Partido Popular                | 1 090   | 1,41 / 100,00   | 2,08  | 0 / 11     | Estável |
|                         | PCTP/MRPP                      | 233     | 0,30 / 100,00   | 0,19  | 0 / 11     | Estável |
|                         | Partido da Terra               | 179     | 0,23 / 100,00   | 0,32  | 0 / 11     | Estável |
|                         | Partido Popular Monárquico     | 134     | 0,17 / 100,00   | -     | 0 / 11     | -       |
| Votos Inválidos         | Votos Inválidos                | 3 892   | 5,02 / 100,00   | 1,22  |            |         |
| Total                   | Total                          | 77 536  | 100,00 / 100,00 |       | 11 / 11    |         |
| Eleitorado/Participação | Eleitorado/Participação        | 137 695 | 56,31 / 100,00  | 7,93  |            |         |

### Sintra
| Partido                 | Partido                        | Votos   | %               | +/-  | Vereadores | +/-     |
| ----------------------- | ------------------------------ | ------- | --------------- | ---- | ---------- | ------- |
|                         | PSD-CDS-PPM-MPT                | 59 300  | 43,49 / 100,00  | 4,33 | 6 / 11     | 1       |
|                         | Partido Socialista             | 42 184  | 30,94 / 100,00  | 5,49 | 4 / 11     | Estável |
|                         | Coligação Democrática Unitária | 16 857  | 12,36 / 100,00  | 3,41 | 1 / 11     | 1       |
|                         | Bloco de Esquerda              | 8 905   | 6,53 / 100,00   | 3,84 | 0 / 11     | Estável |
|                         | PCTP/MRPP                      | 1 402   | 1,03 / 100,00   | 0,21 | 0 / 11     | Estável |
|                         | Partido Humanista              | 707     | 0,52 / 100,00   | -    | 0 / 11     | -       |
| Votos Inválidos         | Votos Inválidos                | 6 991   | 5,13 / 100,00   | 1,25 |            |         |
| Total                   | Total                          | 136 346 | 100,00 / 100,00 |      | 11 / 11    |         |
| Eleitorado/Participação | Eleitorado/Participação        | 265 939 | 51,27 / 100,00  | 2,43 |            |         |

### Sobral de Monte Agraço
| Partido                 | Partido                        | Votos | %               | +/-  | Vereadores | +/-     |
| ----------------------- | ------------------------------ | ----- | --------------- | ---- | ---------- | ------- |
|                         | Coligação Democrática Unitária | 2 322 | 54,28 / 100,00  | 3,39 | 3 / 5      | 1       |
|                         | Partido Socialista             | 1 024 | 23,94 / 100,00  | 0,07 | 1 / 5      | Estável |
|                         | PSD-CDS-PPM                    | 676   | 15,80 / 100,00  | 2,38 | 1 / 5      | 1       |
| Votos Inválidos         | Votos Inválidos                | 256   | 5,99 / 100,00   | 1,10 |            |         |
| Total                   | Total                          | 4 278 | 100,00 / 100,00 |      | 5 / 5      |         |
| Eleitorado/Participação | Eleitorado/Participação        | 7 129 | 60,01 / 100,00  | 2,15 |            |         |

### Torres Vedras
| Partido                 | Partido                        | Votos  | %               | +/-  | Vereadores | +/-     |
| ----------------------- | ------------------------------ | ------ | --------------- | ---- | ---------- | ------- |
|                         | Partido Socialista             | 17 918 | 49,18 / 100,00  | 7,50 | 5 / 9      | 1       |
|                         | Partido Social Democrata       | 12 961 | 35,58 / 100,00  | 5,89 | 3 / 9      | 1       |
|                         | Coligação Democrática Unitária | 3 275  | 8,99 / 100,00   | 1,21 | 1 / 9      | Estável |
|                         | Partido Popular                | 744    | 2,04 / 100,00   | 1,06 | 0 / 9      | Estável |
| Votos Inválidos         | Votos Inválidos                | 1 534  | 4,21 / 100,00   | 0,67 |            |         |
| Total                   | Total                          | 36 432 | 100,00 / 100,00 |      | 9 / 9      |         |
| Eleitorado/Participação | Eleitorado/Participação        | 60 305 | 60,41 / 100,00  | 4,23 |            |         |

### Vila Franca de Xira
| Partido                 | Partido                        | Votos  | %               | +/-  | Vereadores | +/-     |
| ----------------------- | ------------------------------ | ------ | --------------- | ---- | ---------- | ------- |
|                         | Partido Socialista             | 23 751 | 46,14 / 100,00  | 0,50 | 5 / 9      | Estável |
|                         | Coligação Democrática Unitária | 13 012 | 25,28 / 100,00  | 3,17 | 3 / 9      | Estável |
|                         | PSD-CDS                        | 8 429  | 16,37 / 100,00  | -    | 1 / 9      | -       |
|                         | Bloco de Esquerda              | 3 346  | 6,50 / 100,00   | 4,77 | 0 / 9      | Estável |
| Votos Inválidos         | Votos Inválidos                | 2 937  | 5,70 / 100,00   | 2,09 |            |         |
| Total                   | Total                          | 51 475 | 100,00 / 100,00 |      | 9 / 9      |         |
| Eleitorado/Participação | Eleitorado/Participação        | 99 302 | 51,84 / 100,00  | 0,52 |            |         |